# Anillo de núcleo frío

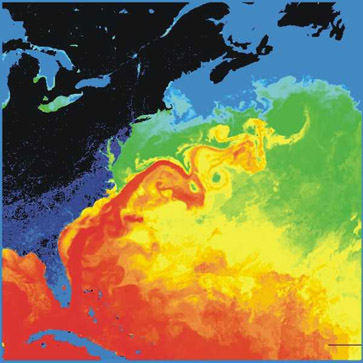
Una imagen que representa la formación de remolinos como un meandro cerrado y un anillo de núcleo frío.

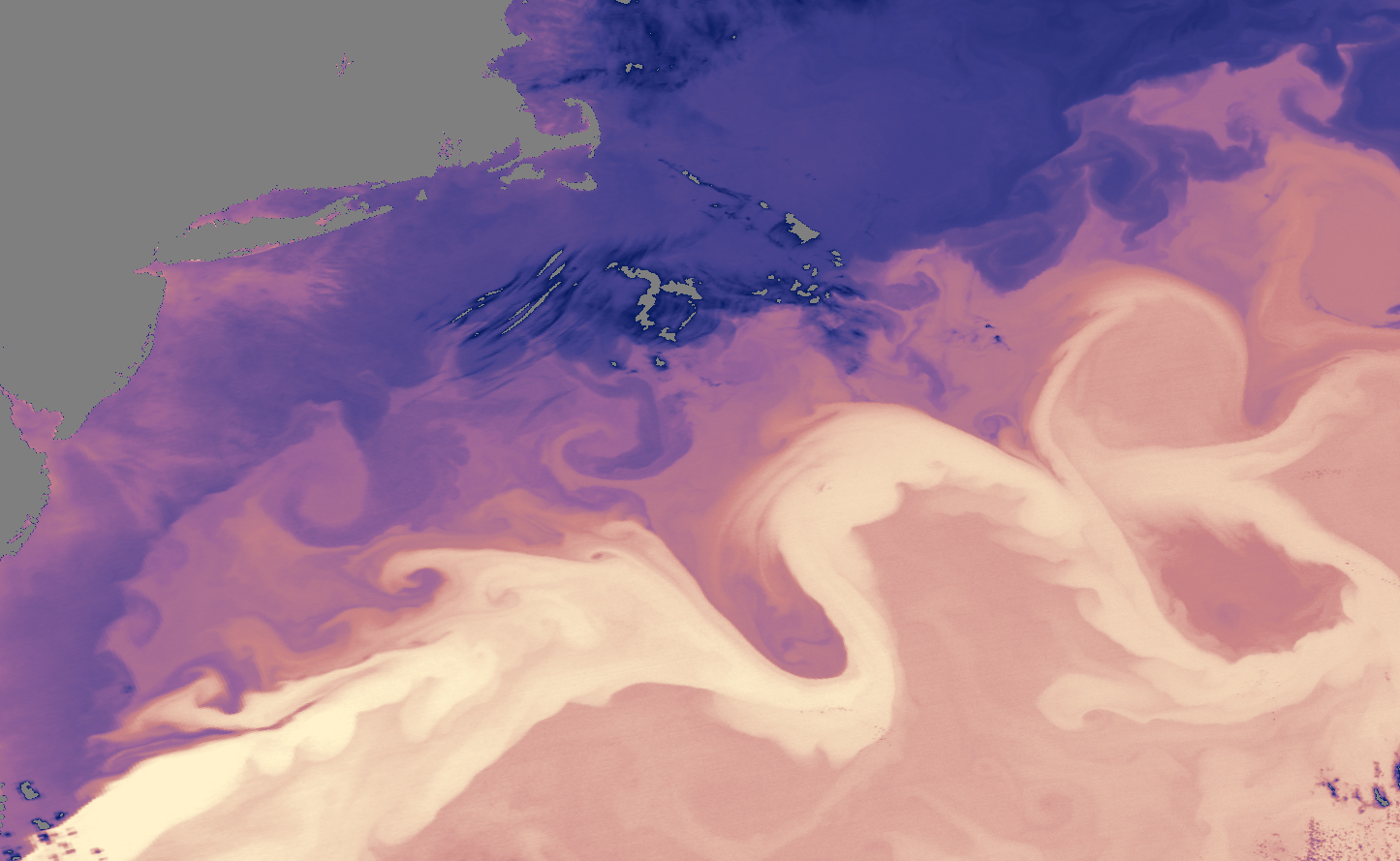
Los meandros de la corriente del golfo pueden formar remolinos. La imagen muestra un anillo de núcleo frío, así como un meandro de la corriente del golfo en el proceso de formación de un anillo de núcleo frío.

Los anillos de núcleo frío son un tipo de remolino oceánico, que se caracterizan por ser ″células″ independientes, inestables, que se arremolinan y dependen del tiempo, que se separan de sus respectivas corrientes oceánicas y se mueven hacia cuerpos de agua con diferentes características físicas, químicas y biológicas, y que a menudo portan las características físicas, químicas y biológicas de sus aguas de origen a los cuerpos de agua a los que viajan. Su tamaño puede variar desde 1 milímetro (0 plg) a más de 10 kilómetros (6 mi) de diámetro con profundidades de más de 5 kilómetros (3,1 mi). Los anillos de núcleo frío son el producto de corrientes de agua cálida que envuelven una masa de agua más fría a medida que se desvía de su corriente respectiva. La dirección en que gira un remolino se puede categorizar como ciclónica o anticiclónica, que es, en el hemisferio norte, en sentido antihorario y en sentido horario respectivamente, y en el hemisferio sur, en sentido horario y antihorario respectivamente como resultado del efecto Coriolis. Aunque los remolinos tienen grandes cantidades de energía cinética, su rotación disminuye relativamente rápido en relación con la cantidad de fricción viscosa en el agua. Por lo general, duran de unas pocas semanas a un año. La naturaleza de los remolinos es tal que el centro del remolino, el anillo giratorio exterior y las aguas circundantes están bien estratificados y mantienen todas sus propiedades físicas, químicas y biológicas distintivas a lo largo de la vida del remolino, antes de perder sus características distintivas al final de la vida del anillo de núcleo frío.

## Formación
Las fuerzas de control de un remolino dependen en gran medida de su tamaño. La viscosidad y la dirección del flujo de un cuerpo de agua tienen un papel significativo en el control de pequeños remolinos. Los remolinos más grandes, por otro lado, resultan de un equilibrio entre la fuerza de Coriolis y la fuerza del gradiente de presión horizontal, que es causado por variaciones en las densidades de las masas de agua que chocan. Los remolinos son una ocurrencia común ya que las aguas en la tierra son muy turbulentas. Sin embargo, los remolinos de mesoescala generalmente pueden ser causados por una combinación de factores como el enfriamiento de la temperatura de la superficie del mar, la convección, la generación directa del viento o el flujo de agua a lo largo de una costa irregular o dentada. Por lo general se observan en regiones de corrientes intensas y serpenteantes como la corriente del Golfo y la corriente Circumpolar Antártica que alimenta los océanos Pacífico Sur e Índico. La corriente del Golfo y la corriente de Labrador frecuentemente producen remolinos ciclónicos de núcleo frío a lo largo del frente polar. Las aguas frías y ricas en nutrientes del mar de Labrador migran hacia el sur y quedan atrapadas en la corriente del Golfo a medida que cruza el océano Atlántico de este a oeste. Generalmente los anillos de núcleo frío se forman cuando los meandros que se expanden hacia el sureste son pinzados por la corriente del Golfo.

## Anillos de núcleo frío permanentes y semipermanentes
Los remolinos semipermanentes y permanentes también son relativamente abundantes en todo el mundo. Estos anillos a menudo se forman sistemáticamente de la misma manera y, a menudo, con la misma deriva y propiedades. Algunos remolinos permanentes son lo suficientemente regulares como para recibir nombres dentro del sistema de corrientes oceánicas, como el anillo de Agujas de núcleo frío en la punta de Sudáfrica. Las corrientes fronterizas occidentales como las corrientes de Agujas, Brasil y Australia Oriental son conocidas por arrojar remolinos hacia abajo desde sus puntos finales. Un remolino de núcleo frío semipermanente se forma periódicamente por la corriente del Bucle en el este del golfo de México, donde el agua cálida de la corriente Ecuatorial del Sur viaja hacia el norte a través del sur del mar Caribe y desemboca en la corriente del Bucle frente a la costa de Cancún.

## Características y estructura
A pesar de estar rodeadas por aguas altamente salinas y generalmente desprovistas de nutrientes de las áreas en medio de los giros oceánicos, los anillos de núcleo frío, especialmente los que se encuentran en el mar de los Sargazos desde la corriente del golfo, como se mencionó anteriormente, tienen la capacidad de transportar los nutrientes y la biota de las regiones más frías en las que se originaron a las regiones más cálidas a las que viajan. En los anillos del Golfo, el transporte de nutrientes facilitado por los anillos del núcleo frío puede ser fundamental para sostener la productividad reducida del mar de los Sargazos. Como tal, es probable que los anillos de núcleo frío formados en la corriente del Golfo influyan en la distribución generalizada del zooplancton. Aunque el tamaño de los anillos de núcleo frío puede variar, su tamaño varía típicamente de 100 a 300 kilómetros y viaja a una velocidad de 150 centímetros por segundo.
Todos los remolinos son capaces de transportar energía, impulso, calor, propiedades físicas y químicas del agua, e incluso pequeños organismos, a través de distancias muy grandes, incluso cuando están rodeados de aguas que no serían propicias para ello. Dado que los remolinos mezclan aguas con diferentes propiedades, actúan como un intercambiador de nutrientes desde la plataforma continental hacia las profundidades del océano con diferentes propiedades a medida que viajan. Esto los convierte en ubicaciones ideales para la productividad primaria, especialmente en áreas de pocos nutrientes, como el centro de los giros oceánicos abiertos, como el mar de los Sargazos. La importancia de estas masas arremolinadas radica en la notable cantidad de energía cinética que son capaces de transportar tanto horizontal como verticalmente, su participación en la interacción aire-mar y la mezcla irreversible de masas de agua. Todos estos procesos contribuyen a la transferencia de nutrientes, oxígeno y sustancias químicas, a la estratificación oceánica y a los campos de densidad, y a los patrones de calor que impulsan la circulación atmosférica y oceánica.

### Transporte y habitación de organismos.

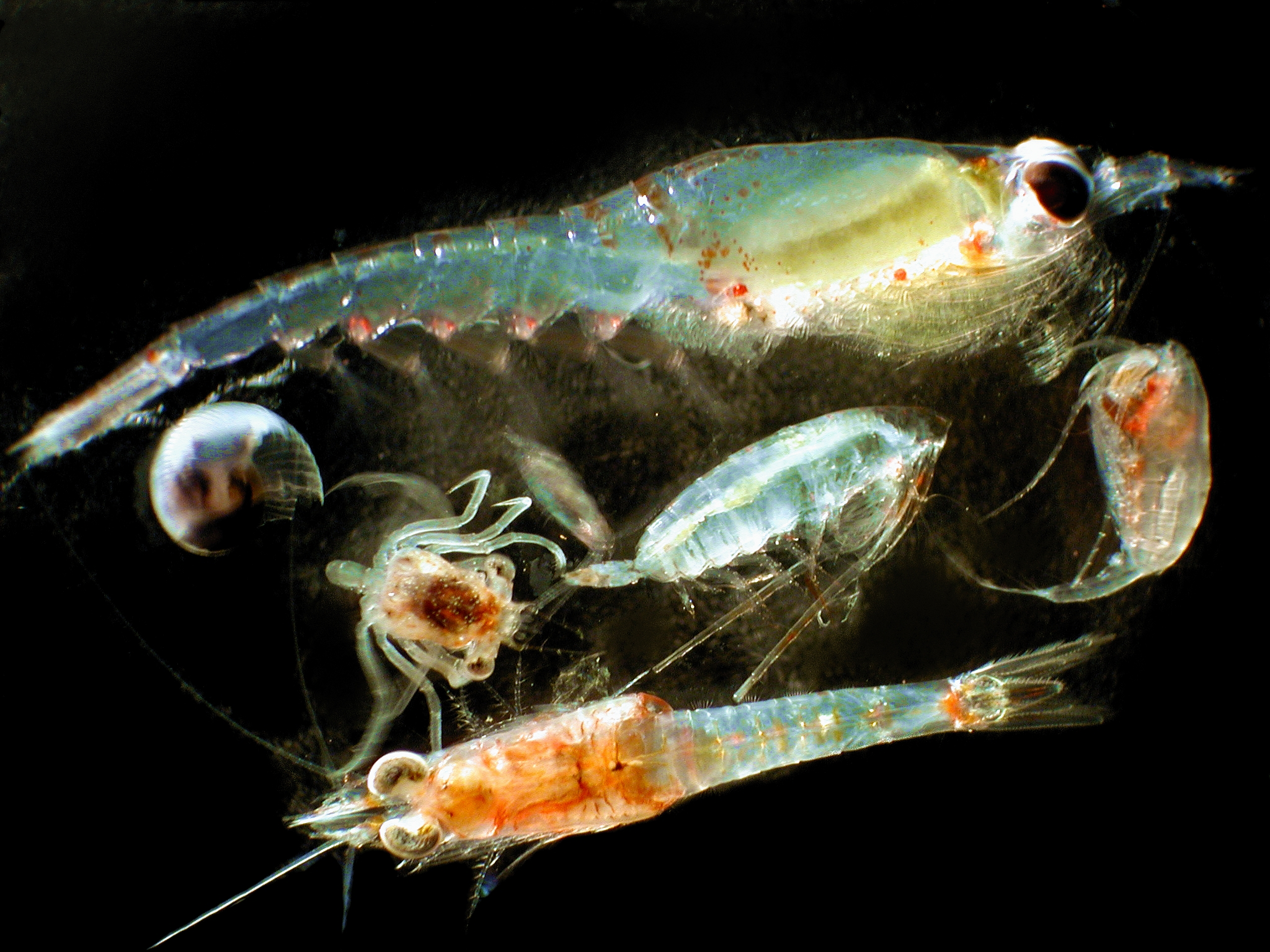
El zooplancton es frecuentemente influenciado y desplazado por el curso de los anillos de núcleo frío.

En un estudio realizado en 1993 se demostró que los anillos de núcleo frío tenían la capacidad de transportar especies como medusas y sifonóforos y que, incluso cuando estaban completamente rodeados por una masa de agua más cálida, las medusas que abundaban fuera del anillo de núcleo frío no eran abundantes dentro, y viceversa, lo que demuestra que las condiciones dentro y fuera del anillo del núcleo frío son propicias para ciertas especies de medusas que de otro modo no podrían prosperar en las aguas originales.